# Charles Montagne
Pour les articles homonymes, voir Montagne (homonymie).
Charles Montagne, né le 17 mars 1889 à Roubaix et mort le 22 mai 1940 à Bruay-sur-l'Escaut, est un footballeur international français.

## Biographie
Son poste de prédilection est défenseur. Il ne compte que 3 sélections en équipe de France de football, Suisse-France au stade des Charmilles à Genève en 1913, France-Luxembourg au stade de Stade de Paris à Saint-Ouen en 1913, France-Belgique au Parc des Princes à Paris en 1920.

### Clubs successifs
- Olympique lillois

### Carrière
Charles débuta à 17 ans sous les couleurs lilloises et, trois ans plus tard, il portait pour la première fois le maillot de l'équipe de France. Une belle récompense, agrémentée par un but inscrit face aux Suisses. Un match inoubliable : pendant toute la durée de la première mi-temps, un chien déambula sur le terrain sans que personne puisse intervenir ! Charles s'en est longtemps amusé.

## Palmarès
- Champion de France USFSA en 1914
- Vainqueur du Trophée de France 1914